# Beni Mukendi
Pour les articles homonymes, voir Mukendi.
Beni Mukendi, né le 21 mai 2002 à Luanda, est un footballeur international angolais qui évolue au poste de milieu de terrain au Vitória SC.

## Biographie

### Carrière en club
Né à Luanda en Angola, Beni Mukendi est formé par l'Atlético Petróleos de Luanda dans son pays natal, mais commence sa carrière professionnelle en championnat du Portugal de troisième division puis de deuxième division avec le CD Trofense,.
En juillet 2023, il est transféré au Casa Pia en première division portugaise.

### Carrière en sélection
Mukendi est international avec l'équipe d'Angola des moins de 17 ans, avec laquelle il prend part à la coupe du monde.
En septembre 2023, Mukendi est convoqué pour la première fois avec l'équipe senior d'Angola. Il honore sa première sélection le 27 mars 2023.
En janvier 2024, il est sélectionné pour prendre part à la CAN 2023, organisée en Côte d'Ivoire,. L'Angola y termine premier d'un groupe qui comprend l'Algérie de Riyad Mahrez et le Burkina Faso d'Edmond Tapsoba,.